# Pleoschisma
Pleoschisma is een geslacht van kreeftachtigen uit de klasse van de Ostracoda (mosselkreeftjes).

## Soorten
- Pleoschisma agilis (Thomson, 1879) Kornicker, 1981
- Pleoschisma ferox (Poulsen, 1962) Kornicker, 1981
- Pleoschisma mindax Kornicker, 1994
- Pleoschisma pnyx Kornicker, 1994
- Pleoschisma pseudoferox Kornicker, 1994
- Pleoschisma reticulata Brady, 1890

Niet geaccepteerde soorten:
- Pleoschisma moroides Brady, 1890 geaccepteerd als Euphilomedes moroides (Brady, 1890) Poulsen, 1962
- Pleoschisma oblonga Juday, 1907 geaccepteerd als Zeugophilomedes oblonga (Juday, 1907)
- Pleoschisma robusta Brady, 1890 geaccepteerd als Ancohenia robusta (Brady, 1890)